# ماري إتش أوكونور
ماري إتش أوكونور (بالإنجليزية: Mary H. O'Connor)‏ هي كاتِبة وكاتبة سيناريو ومونتيرة وممثلة أمريكية، ولدت في 1 سبتمبر 1872 في سانت بول في الولايات المتحدة، وتوفيت في 3 سبتمبر 1959 في لوس أنجلوس في الولايات المتحدة.

## وصلات خارجية
- ماري إتش أوكونور على موقع IMDb (الإنجليزية)
- ماري إتش أوكونور على موقع أول موفي (الإنجليزية)
- ماري إتش أوكونور على موقع قاعدة بيانات الأفلام السويدية (السويدية)
- ماري إتش أوكونور على موقع قاعدة بيانات الفيلم (الإنجليزية)
- ماري إتش أوكونور على موقع كينوبويسك (الروسية)